# 9005 Sidorova
9005 Sidorova è un asteroide della fascia principale. Scoperto nel 1982, presenta un'orbita caratterizzata da un semiasse maggiore pari a 2,5924530 UA e da un'eccentricità di 0,1271157, inclinata di 4,16244° rispetto all'eclittica.